# 나가타 데쓰잔
나가타 데쓰잔(일본어: 永田 鉄山, 1884년 1월 14일 ~ 1935년 8월 12일) 은 일본제국 육군의 군인으로, 일본 군벌 통제파의 중심 인물이었다. 일본 육군성 군무 국장, 참모본부 제2부장, 보병 제1여단장 등을 지냈다.

## 약력
데쓰잔은 1884년, 지금의 나가노현 스와시에서 태어났다. 나가타는 일본 육군 유년학교, 일본 육군사관학교에서 모두 수석을 차지, 일본 육군대학교도 2위로 졸업한 수재로 군무 관료로서의 길을 걸어 장래의 일본 육군 대신으로 거론되는 인물이었지만, 일본 육군 내부의 파벌 분쟁과 관련돼 군무 국장실에서 일본 육군 중좌 아이자와 사부로(相沢三郎)에게 암살되었다. 암살의 원인은 황도파의 중심 인물 육군 대장 마사키 진자부로(眞崎甚三郎)를 교육 총감직에서 경질한 일이었다. 나가타는 사망 당시 육군성 군무 국장으로 계급은 육군 소장이었으며, 사망 후에 육군 중장으로 승진되었다.
나가타의 암살 이후에 통제파와 황도파의 파벌 분쟁은 한층 더 심화돼, 후에 황도파의 청년 장교들이 2·26 사건을 일으키기에 이른다. 그 후에 나가타가 일인자였던 통제파는 나가타의 지위를 도조 히데키(東條英機)가 계승해 일본을 태평양 전쟁으로 몰아넣었다.

## 같이 보기
- 2·26 사건
- 통제파
- 황도파
- 도조 히데키
- 오카무라 야스지
- 마사키 진자부로
- 아이자와 사부로